# Acquedotto di Diocleziano
L'acquedotto di Diocleziano è un antico acquedotto romano che si trova in Croazia vicino alla città di Spalato, costruito durante l'Impero Romano per rifornire d'acqua il palazzo dell'imperatore Diocleziano, che oggi racchiude il centro storico di Spalato.
L'acquedotto fu costruito tra la fine del III e l'inizio del IV secolo d.C. nello stesso periodo in cui è stato costruito il Palazzo di Diocleziano e prende acqua dal fiume Jadro, a 9 chilometri a nord-est da Spalato, e la porta al Palazzo ad un dislivello di 13 metri. Intorno alla metà del VI secolo l'acquedotto venne distrutto durante l'invasione dei Goti e non funzionò per i successivi tredici secoli quando fu ricostruito tra il 1877 e il 1880 durante l'Impero austro-ungarico.
Nel 1932 però l'acquedotto venne abbandonato quando fu costruita la moderna stazione idrica di Kopilica.
La parte meglio conservata dell'acquedotto si trova vicino a Dujmovača nei pressi di Salona e ha un'altezza massima di 16,5 metri una lunghezza di 180 metri. L'acquedotto è attualmente in fase di restauro.